# Campylobacter jejuni
Campylobacter jejuni (/ˈkæmpɪloʊˌbæktər dʒəˈdʒuːni/) là một trong những nguyên nhân phổ biến nhất của ngộ độc thực phẩm ở châu Âu và ở Hoa Kỳ. Phần lớn các trường hợp xảy ra như một sự kiện riêng lẻ, không phải là một phần của các đợt bùng phát đã được công nhận. Giám sát tích cực thông qua Mạng lưới Giám sát Chủ động các Bệnh do Thực phẩm (FoodNet) chỉ ra rằng khoảng 20 trường hợp được chẩn đoán mỗi năm cho mỗi 100.000 người ở Hoa Kỳ, trong khi nhiều trường hợp khác không được chẩn đoán hoặc không được báo cáo; CDC ước tính có tổng cộng 1,5 triệu ca nhiễm trùng mỗi năm. Cơ quan An toàn Thực phẩm Châu Âu đã báo cáo 246.571 trường hợp vào năm 2018 và ước tính khoảng 9 triệu trường hợp nhiễm vi khuẩn campylobacteriosis ở người mỗi năm ở Liên minh Châu Âu.
Campylobacter jejuni nằm trong một chi vi khuẩn nằm trong số những nguyên nhân phổ biến nhất gây nhiễm trùng do vi khuẩn ở người trên toàn thế giới. Campylobacter có nghĩa là "que cong", bắt nguồn từ tiếng Hy Lạp kampylos (cong) và baktron (que). Trong số nhiều loài của nó, C. jejuni được coi là một trong những loài quan trọng nhất từ góc độ vi sinh vật và sức khỏe cộng đồng.
C. jejuni thường liên quan đến gia cầm và cũng thường được tìm thấy trong phân động vật. Campylobacter là một loại vi khuẩn xoắn ốc helix, không bào tử hình thành, gram âm, vi hiếu khí, không lên men, cử động dể dàng với một roi duy nhất tại một hoặc cả hai cực, mà cũng được oxidase dương tính và phát triển tối ưu ở 37-42 °C. Khi tiếp xúc với oxy trong khí quyển, C. jejuni có thể biến đổi thành dạng như xương cụt. Loài vi khuẩn gây bệnh này là một trong những nguyên nhân phổ biến nhất của bệnh viêm dạ dày ruột ở người trên thế giới. Ngộ độc thực phẩm do các loài Campylobacter gây ra có thể làm suy nhược nghiêm trọng, nhưng hiếm khi đe dọa đến tính mạng. Nó có liên quan đến sự phát triển tiếp theo của hội chứng Guillain-Barré, thường phát triển từ hai đến ba tuần sau khi khởi đầu nhiễm bệnh. Những người bị nhiễm C. jejuni gần đây phát triển hội chứng Guillain-Barré với tỷ lệ 0,3 trên 1000 trường hợp nhiễm, thường xuyên hơn khoảng 100 lần so với dân số chung. Một tình trạng mãn tính khác có thể liên quan đến nhiễm Campylobacter là viêm khớp phản ứng. Viêm khớp phản ứng là một biến chứng liên quan chặt chẽ đến một cấu tạo di truyền cụ thể. Đó là, những người có kháng nguyên bạch cầu người B27 (HLA-B27) dễ bị nhiễm nhất. Thông thường, các triệu chứng của viêm khớp phản ứng sẽ xảy ra trong vài tuần sau khi nhiễm trùng.